# Lily Chou-Chou
Lily Chou-Chou（リリイ・シュシュ）は、映画内の架空のシンガーソングライター、および実在する日本の音楽ユニットの名前。

## 概要
Lily Chou-Chouとは2001年公開の映画『リリイ・シュシュのすべて』（岩井俊二監督）に登場する架空のシンガーソングライターのことであるが、映画から生まれた同名の音楽ユニットも実在し、映画内で流れる曲を担当している。またLily Chou-Chouの歌はいずれもSalyuが歌唱している。
「リリイ・シュシュ」と言う名前は、ドビュッシーの最初の妻（Rosalie Texier）の愛称である"Lily"と、2番目の妻との間に出来た娘（Claude-Emma）の愛称"Chou-Chou"から付けられている。

## ユニット (実在)
音楽ユニットとしての「Lily Chou-Chou」は、2001年に公開された映画「リリイ・シュシュのすべて」と連動する形で始動。当時は楽曲制作を担当する音楽プロデューサーの小林武史、歌唱担当のSalyu、プロモーションビデオの制作や歌詞などを担当する岩井俊二の3人で活動していた。シングルやアルバムといった作品をリリースした後、映画の公開終了とともに一旦ユニットとしての活動を終了する。その後、2010年から活動を再開するが、メンバー構成は小林武史とSalyuに新しく加わったギターの名越由貴夫の3人となり、岩井俊二の名前は含まれていない。
なお、2009年から小林武史は大沢伸一とともに劇中に登場するバンドと同名で同じくSalyuをボーカルに据えた「Bradberry Orchestra（ブラッドベリ・オーケストラ）」というユニットをスタートさせているが、Lily Chou-Chou関連プロジェクトとの関係について公式には言及されていない。

### 来歴
1998年、音楽プロデューサーの小林武史と彼に見出されたSalyu、そして映画監督であり作家の岩井俊二の3人で結成。
2000年4月19日、シングル『グライド』で、Sony Music Associated Records内レーベル・ZONE LABELよりデビュー。インターネット上で配信される岩井作の小説『リリイ・シュシュのすべて』と連動した形でアーティスト活動を行う。同年、数回ほど小規模なライブを行っている。
2001年、東芝EMI内レーベル・UNLIMITED RECORDSに移籍。映画『リリイ・シュシュのすべて』が公開される。映画内で使用された楽曲は、1stアルバム『呼吸』に収録されている。映画公開終了とともにプロジェクトも終了、個々それぞれの活動を再開する。解散後の活動はメンバーそれぞれの項を参照のこと。
2003年、映画『KILL BILL』に、「回復する傷」（アルバム『呼吸』収録）が劇中歌として使用された。これは同映画の監督であるクエンティン・タランティーノが歌声に惚れ込んだことにより起用が実現したものである。2010年11月5日、約9年ぶりの活動再開を発表。それに合わせ、新しい公式サイトや公式YouTubeチャンネル、Twitterアカウント、Facebookアカウントも開設された。
2010年12月8日に「エーテル」を配信限定リリース、同年12月15日に中野サンプラザホールでライブ公演「Lily Chou-Chou Live“エーテル”」を行った。
2015年10月、全国5都市で開催されたライブツアー『JFL presents LIVE FOR THE NEXT supported by ELECOM』の札幌公演と東京公演に出演し、5年ぶりにライブを行う。
2016年10月8日から11日までの4日間にわたり、岡山県・犬島精錬所美術館発電所跡で開催されたイベント『円都空間 in 犬島 produced by Takeshi Kobayashi』にLily Chou-Chou Projectとして出演。
2017年9月5日、野外ライブフェスイベント『Reborn-Art Festival 2017 YEN TOWN BAND × Lily Chou-Chou LIVE』に、YEN TOWN BANDと共に約1年振りに出演をする。
2021年、映画『アフター・ヤン』で「グライド」(Mitukiによるカバー)が劇中歌として使用された。

### メンバー
- 小林武史：プロデュース、作曲、キーボード担当。
- Salyu：ボーカル担当。
- 名越由貴夫：ギター担当。

#### 元メンバー
- 岩井俊二：映像制作や歌詞を担当。

### ディスコグラフィー

#### 配信限定
| 発売日        | タイトル | 備考                                                                                |
| ------------- | -------- | ----------------------------------------------------------------------------------- |
| 2010年12月8日 | エーテル | iTunes・mobile限定。公式YoutubeアカウントでもPVが公開された。PV制作に森千裕が参加。 |

#### その他
- 「リリイ・シュシュのすべて」 オリジナル・サウンドトラック『アラベスク』
「Sight」が収録されている。

未発表曲
1. My Memory（2010年12月15日）

#### 映像作品
- 『YEN TOWN BAND・Lily Chou-Chou Projet 円都空間 in 犬島』（2017年6月14日）